# HFC EDO in het seizoen 1966/67
Het seizoen 1966/1967 was het 13e jaar in het bestaan van de Haarlemse betaaldvoetbalclub EDO. De club kwam uit in de Tweede divisie en eindigde daarin op de 20e plaats.

## Wedstrijdstatistieken

### Tweede divisie
|       | AGOVV | Baronie | Excelsior | Fortuna | Gooiland | Haarlem | Heerenveen | Helmondia '55 | Hermes DVS | Hilversum | HVC   | Limburgia | NOAD  | PEC   | Roda JC | Tubantia | Veendam | FC VVV | Wageningen | Wilhelmina | ZFC   | Zwolsche Boys |
| ----- | ----- | ------- | --------- | ------- | -------- | ------- | ---------- | ------------- | ---------- | --------- | ----- | --------- | ----- | ----- | ------- | -------- | ------- | ------ | ---------- | ---------- | ----- | ------------- |
| Thuis | 0 – 2 | 1 – 1   | 1 – 0     | 0 – 1   | 0 – 0    | 1 – 3   | 1 – 1      | 0 – 0         | 1 – 0      | 0 – 0     | 2 – 2 | 1 – 3     | 1 – 2 | 0 – 3 | 0 – 1   | 3 – 0    | 4 – 0   | 0 – 0  | 2 – 0      | 2 – 1      | 2 – 2 | 9 – 0         |
| Uit   | 4 – 2 | 4 – 2   | 2 – 1     | 1 – 0   | 2 – 0    | 4 – 0   | 2 – 4      | 1 – 2         | 2 – 3      | 3 – 1     | 2 – 1 | 3 – 2     | 1 – 0 | 3 – 2 | 3 – 0   | 2 – 1    | 2 – 0   | 3 – 0  | 4 – 1      | 2 – 1      | 3 – 0 | 0 – 2         |

## Statistieken EDO 1966/1967

### Eindstand EDO in de Nederlandse Tweede divisie 1966 / 1967
| Stand | Gespeeld | Gewonnen | Gelijk | Verloren | Punten | Doelpunten voor | Doelpunten tegen |
| ----- | -------- | -------- | ------ | -------- | ------ | --------------- | ---------------- |
| 20e   | 44       | 11       | 8      | 25       | 30     | 56              | 75               |

### Topscorers
| Competitie \| # \| Naam \| \| \| ------ \| -------------------- \| -- \| \| 1. \| Ferry Kock \| 13 \| \| 2. \| Joop Koene \| 11 \| \| 3. \| Rob Bosdijk \| 9 \| \| 4. \| John Burke \| 7 \| \| 4. \| Bert Slisser \| 7 \| \| 6. \| Frits van der Putten \| 6 \| \| 7. \| Hans Spiers \| 2 \| \| 8. \| Van der IJssel \| 1 \| \| Totaal \| Totaal \| 56 \| |                      |      |
| # | Naam                 | Goal |
| 1. | Ferry Kock           | 13   |
| 2. | Joop Koene           | 11   |
| 3. | Rob Bosdijk          | 9    |
| 4. | John Burke           | 7    |
| 4. | Bert Slisser         | 7    |
| 6. | Frits van der Putten | 6    |
| 7. | Hans Spiers          | 2    |
| 8. | Van der IJssel       | 1    |
| Totaal | Totaal               | 56   |

## Voetnoten
AGOVV · Baronie · EDO · Excelsior · Fortuna · Gooiland · Haarlem · Heerenveen · Helmondia '55 · Hermes DVS · Hilversum · HVC · Limburgia · NOAD · PEC · Roda JC · Tubantia · Veendam · FC VVV · Wageningen · Wilhelmina · ZFC · Zwolsche Boys